# Лаке, Бертран
Бертра́н Лаке́ (фр. Bertrand Laquait; 13 апреля 1977, Виши, Франция) — французский футболист, вратарь.

## Клубная карьера

### «Нанси»
Бертран Лаке — воспитанник футбольного клуба «Нанси». Дебютировал в основной команде 2 августа 1997 года в матче Лиги 2 против «Труа»
.
До конца сезона Лаке сыграл ещё лишь в 1 матче своей команды.
В сезоне 1998/99 основным вратарём «Нанси» оставался Фредерик Ру, тогда как Бертран Лаке принял участие в 5 матчах чемпионата, в большинстве игр турнира оставаясь в запасе. Голкипер дебютировал в Лиге 1 23 августа 1998 года в матче с «Нантом»
.
Небольшое количество игрового времени не помешало Лаке получить за сезон 2 красных карточки: в матчах против «Осера»
 и «Страсбура»
 он удалялся арбитром со скамейки запасных.
В сезоне 1999/2000 Бертран Лаке смог закрепиться в воротах «Нанси» и на протяжении двух сезонов занимал пост номер 1 в команде. Летом 2002 года вратарь перешёл в бельгийский клуб «Шарлеруа».

### «Шарлеруа»
Лаке провёл первый матч за новую команду 19 января 2003 года против «Мехелена»
.
20 декабря 2003 года французский вратарь забил гол в ворота «Монса»
.
Сезон 2006/2007 Бертран Лаке провёл на правах аренды в испанском клубе «Рекреативо». Голкипер дебютировал в Примере 14 октября 2006 года, заменив в перерыве матча с «Атлетико Мадрид» Хавьера Лопеса Вальехо
.
До возвращения в Бельгию в июле 2007 года Лаке сыграл ещё 10 матчей за испанский клуб (8 — в чемпионате и 2 — в кубке страны).
За «Шарлеруа» вратарь продолжал выступать до окончания сезона 2008/09, после чего перешёл в «Эвиан». Всего за бельгийскую команду Лаке сыграл 184 матча в Лиге Жюпиле.

### «Эвиан»
«Эвиан» на момент перехода Лаке выступал в Лиге Насьональ, третьем по силе футбольном дивизионе Франции, однако за два последующих сезона команда сумела пробиться в Лигу 1. В сезоне 2012/13 голкипер в составе клуба стал финалистом Кубка Франции.

## Достижения
«Нанси»
- Победитель Дивизиона 2: 1997/98

 «Эвиан»
- Финалист Кубка Франции: 2012/13
- Победитель Лиги 2: 2010/11
- Победитель Лиги 3: 2009/10